# Davallodes chingiae
Davallodes chingiae là một loài dương xỉ trong họ Davalliaceae. Loài này được Ching mô tả khoa học đầu tiên năm 1959.